# Едуард Мая
Едуард Мариан Илие (на румънски: Eduard Marian Ilie), по-известен като сценичното име Едуард Мая (на румънски: Edward Maya), е румънски певец, автор на песни, музикален продуцент и DJ.

## Кариера
През лятото на 2009 г. Мая издава първата си песен като изпълнител, „Stereo Love“, която достига второ място в румънските класации. Песента „Stereo Love“ има раздел на акордеон, базиран на азербайджанската песен „Bayatılar“, композирана през 1989 г. от Елдар Мансуров. След този успех прави концерти по целия свят, а песента влиза в международните специални класации, като е поставена в топ 5 за песни в музикалните класации на Австрия, Дания, Финландия, Франция, Германия, Италия, Холандия, Норвегия, Испания, Швеция, Швейцария и Обединеното кралство.
През 2008 г. Едуард Мая продуцира албума Акцент: „No Tears“. Международните хитове: „Остани с мен“, „Това е моето име“ и „Любовният вик“, като всички носят неговия подпис.

## Дискография
| Заглавие                                          | Годината | Класиране | Класиране | Класиране | Класиране | Класиране | Класиране | Класиране | Класиране | Класиране | Класиране | Класиране | Cертификати                                                                                    | Албуми               |
| Заглавие                                          | Годината | BEL (FLA) | CAN       | FRA       | GER       | IRE       | NDL       | SPA       | SWE       | SWI       | UK        | US        | Cертификати                                                                                    | Албуми               |
| ------------------------------------------------- | -------- | --------- | --------- | --------- | --------- | --------- | --------- | --------- | --------- | --------- | --------- | --------- | ---------------------------------------------------------------------------------------------- | -------------------- |
| „Stereo Love“ (feat. Vika Jigulina)               | 2009     | 7         | 10        | 1         | 4         | 1         | 5         | 1         | 1         | 2         | 4         | 16        | - BEL: Gold - CAN: Platinum - GER: Platinum - SPA: 2× platinum - SWE: Platinum - SWI: Platinum | The Stereo Love Show |
| „This Is My Life“ (feat. Vika Jigulina)           | 2010     | 4         | —         | 2         | —         | —         | 42        | —         | 58        | 43        | —         | —         |                                                                                                | The Stereo Love Show |
| „Desert Rain“ (feat. Vika Jigulina)               | 2011     | —         | —         | —         | —         | —         | —         | —         | —         | —         | —         | —         |                                                                                                | The Stereo Love Show |
| „Mono in Love“                                    | 2013     | -         | -         | -         | -         | -         | -         | -         | -         | -         | -         | -         |                                                                                                |                      |
| „Universal Love“                                  | 2015     |           |           |           |           |           |           |           |           |           |           |           |                                                                                                |                      |
| „—“ обозначава издания, които не са се класирали. |          |           |           |           |           |           |           |           |           |           |           |           |                                                                                                |                      |